# 伊利里亚战争
伊利里亚战争是古罗马与亚得里亚海东岸伊利里亚人王国进行的战争。

## 第一次伊利里亚战争（公元前229—前228 )
公元前3世纪，伊利里亚人的一支阿尔迪安人逐渐强大，建立以斯科德拉（今阿尔巴尼亚的斯库台）为首都的强大王国，统治伊利里亚沿海地区，并拥有强大的舰队。前229年，罗马以伊利里亚人从事海盗活动、袭击意大利商船为由派出使节，要求阿尔迪安王国摄政女王提乌塔(Teuta)赔偿损失，停止海盗活动，女王只答应其王国舰队不袭击意大利商船，但不能保证民间停止海盗活动。因一名使节在返国途中被杀，罗马遂兴兵发动进攻。罗马军水陆并进，首先进攻科基拉(科孚)，伊利里亚人舰队统帅德米特里(法罗斯的)(De-metrius of Pharos)投降。随后罗马军北上，先后占领厄皮丹努斯等城。提乌塔放弃斯科德拉，退守利宗(Rhizon)。次年提乌塔被迫与罗马媾和，放弃利苏斯城(Lissus)以南的沿海地区，并向罗马纳贡。罗马立德米特里(法罗斯的)为附属国王。

## 第二次伊利里亚战争（公元前219年）
第一次战争结束后几年，提乌塔去世，德米特里(法罗斯的)成为阿尔迪安王国摄政王，他重建舰队，并与马其顿结盟，恢复海盗袭击。前219年，罗马再次发动战争，战胜德米特里，后者只身逃往马其顿。因汉尼拔发动第二次布匿战争，罗马匆忙与阿尔迪安人签订条约，结束战争。

## 第三次伊利里亚战争（公元前前168年）
第三次马其顿战争开始后，阿尔迪安人站在马其顿人一边对罗马作战。前168年罗马军攻陷斯科德拉，阿尔迪安王国灭亡。次年罗马建立伊利里亚行省。